# Paterberg
Le Paterberg est un mont des Ardennes flamandes situé sur la commune de Kluisbergen dans la province belge de Flandre-Orientale.
Ce mont est un lieu emblématique du Tour des Flandres, une course cycliste dont la particularité est d'emprunter des monts pavés.

## Historique
Le mont a été pavé en 1982. Alors que la commune de Kluisbergen avait décidé d'asphalter le mont, qui disposait d'un simple chemin de terre régulièrement inondé ou recouvert de boue, Philippe Willequet, échevin chargé des travaux publics de la commune, convaincu du potentiel cycliste du mont, fait interrompre les travaux pour le faire paver, encouragé par Paul Vande Walle, un ami boucher habitant au sommet. Les travaux sont terminés en 1985, et le Tour des Flandres y passe dès 1986. L'assertion régulièrement avancée selon laquelle le mont aurait été pavé par un agriculteur local passionné par le Tour des Flandres relève de la légende.
Les pavés du Paterberg sont protégés depuis 1993.

## Cyclisme
Le Paterberg est surtout connu pour son ascension lors des classiques flandriennes et plus particulièrement lors du Tour des Flandres. C'est une côte pavée assez courte de 360 mètres de longueur très pentue, avec un passage au-delà de 20 %, située Paterbergstraat.
Le Paterberg est un des monts les plus pentus au programme du « Ronde », à côté du Koppenberg et du Muur-Kapelmuur. Il présente la pente moyenne la plus élevée de la classique flamande avec une déclivité moyenne de 12,5 %. Le virage à angle droit qui précède son entrée depuis la Middelloopstraat (altitude : 31 m) fait qu'il est généralement abordé presque à l'arrêt, ce qui renforce sa difficulté. Le sommet rejoint la Stooktestraat (altitude : 77 m). Le dénivelé est de 46 m.
Depuis 1986, c'est un mont traditionnel du Tour des Flandres puisqu'il n'a jamais disparu du parcours depuis son introduction. En 2024, les coureurs l'empruntent donc pour la 39e fois. Il s'enchaîne depuis toujours après le Vieux Quaremont et généralement avant le Koppenberg quand ce dernier est présent sur le parcours (1988-1990, 2002-2006 et 2008-2011). Depuis 2012, il est donc le dernier mont du Ronde van Vlaanderen à grimper et se situe à 13 km de l'arrivée à Audenarde.
Le Paterberg apparaît aussi régulièrement au programme d'autres semi-classiques belges comme À travers les Flandres ou le Grand Prix E3, dont il est l'un des juges de paix.